# Осмар
Осмар (болг. Осмар) — село в Болгарии. Находится в Шуменской области, входит в общину Велики-Преслав. Население составляет 296 человек.

## Политическая ситуация
В местном кметстве Осмар, в состав которого входит Осмар, должность кмета (старосты) исполняет Тошо Стефанов Свештаров (Болгарская социал-демократия (БСД)) по результатам выборов правления кметства.
Кмет (мэр) общины Велики-Преслав — Димо Петров Бодуров Граждане за европейское развитие Болгарии (ГЕРБ)) по результатам выборов в правление общины.